# برندی نی
برندی نی (انگلیسی: Brandy Reed؛ زادهٔ ۱۷ فوریهٔ ۱۹۷۷) بازیکن بسکتبال اهل ایالات متحده آمریکا است.
از باشگاه‌هایی که در آن بازی کرده‌است می‌توان به فینکس مرکوری اشاره کرد.